# Flatavatten (Östads socken, Västergötland, vid Klevsjön)
Flatavatten är en sjö i Lerums kommun i Västergötland och ingår i Göta älvs huvudavrinningsområde. Sjön är 11,8 meter djup, har en yta på 0,043 kvadratkilometer och är belägen 127 meter över havet. Sjön ligger i vildmarksområdet Risveden.